# 杰里城
杰里城是一个美國村庄，位於俄亥俄州伍德縣。根據2010年的人口普查，當地人口為427人。

## 地理
该村位于41°15′08″N 83°36′17″W / 41.252306°N 83.604642°W。
根据美国人口普查局，该村庄总面积为1.01平方英里（2.62平方）。

### 2010年人口普查
根據2010年人口普查，當地人口為427人，共162户家庭，其中113个家庭居住在村里。